# Domenico Bartoli (senatore)
Domenico Bartoli (Agrigento, 31 marzo 1823 – Palermo, 11 ottobre 1897) è stato un politico, magistrato e avvocato italiano, che fu nominato senatore del Regno d'Italia nella XIV legislatura.